# 베우하투프 발전소

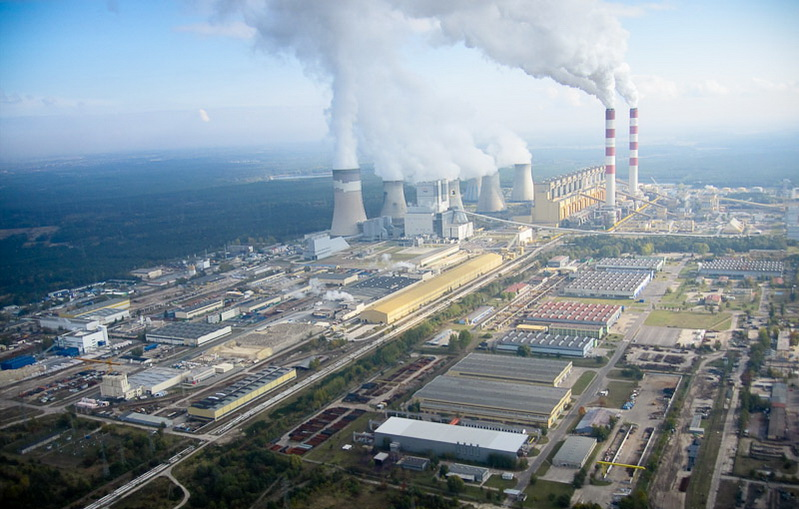
베우하투프 발전소 상단 전경

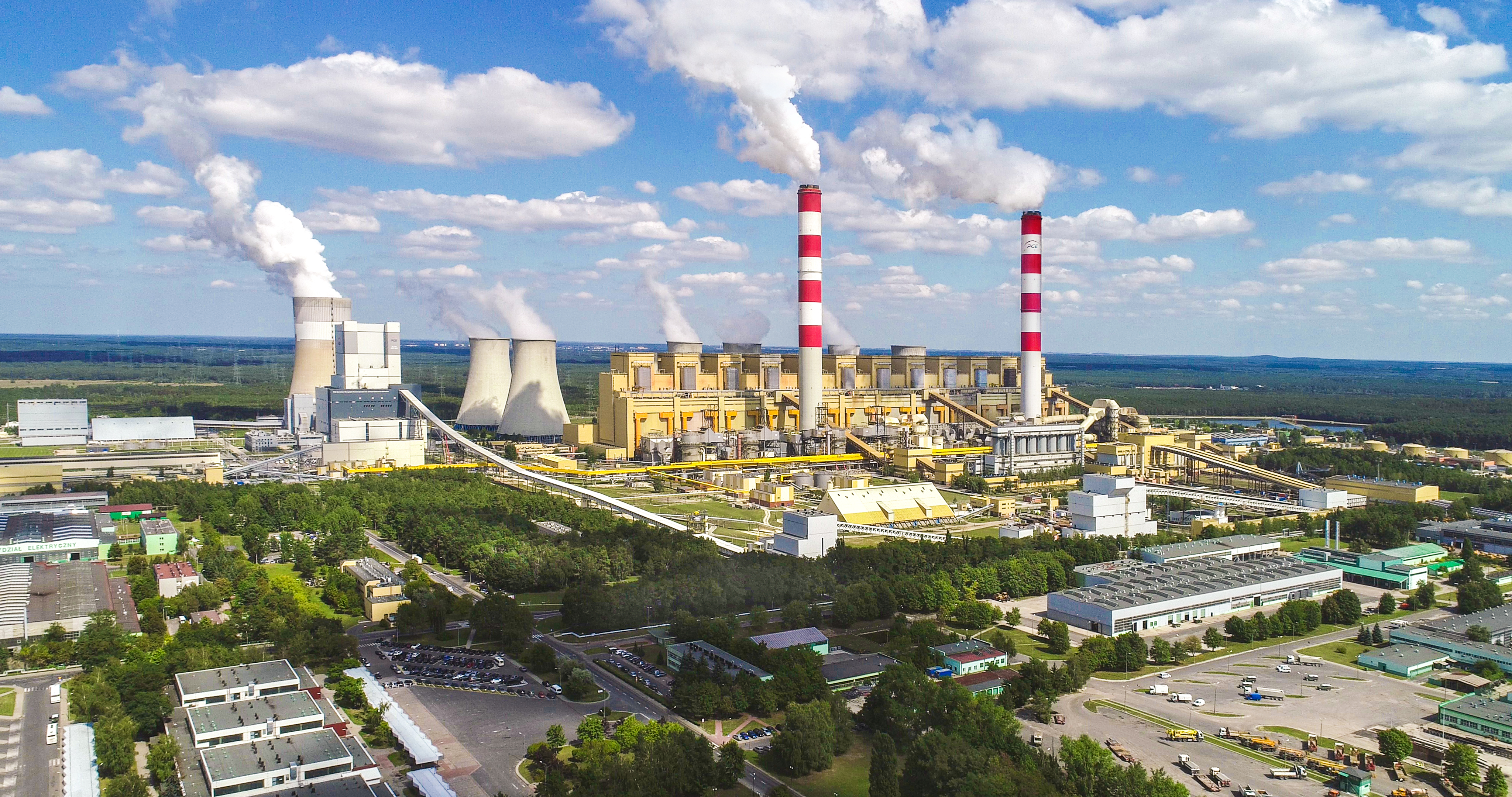
베우하투프 발전소

베우하투프 발전소는 폴란드 베우하투프 근처에 있는 석탄 화력 발전소이다. 유럽에서 가장 큰 석탄 화력 발전소이자 가장 유해한 발전소이다. 이 발전소는 Polska Grupa Energetyczna의 자회사인 PGE GiEK Oddział Elektrownia Bełchatów가 소유 및 운영하고 있다.
2011년에 858 MW의 새로운 발전기가 가동을 시작하여 발전소의 총 용량이 5,053 MW로 증가했다. 새로운 발전기는 약 42%의 효율 등급을 가지며, 기존 발전기에 비해 연료 소비와 배출량을 모두 줄이는 데 기여했다. 이 발전기는 알스톰이 건설했다. 알스톰은 또한 12개 터빈의 저압 부분을 현대화했으며, 2009년에는 PGE와 알스톰이 6호기 현대화 계약을 체결했다. 다른 발전기들의 현대화 이후, 총 설치 용량은 2015년에 5,420 MW에 도달했다. 2017년에는 베우하투프 발전소의 전기 용량이 5,472 MW로 증가했다. 현재 발전소의 달성 가능한 용량은 5,102 MW이다. 2019년 하반기에는 가장 오래된 발전기(1호기)의 해체로 인해 달성 가능한 용량이 감소했다.
발전소의 연도가스는 폴란드에서 가장 높은 독립 구조물 중 하나인 300 m (980 ft) 높이의 두 개의 굴뚝을 통해 배출된다. 발전소에 필요한 갈탄은 인근의 대규모 노천 광산인 베우하투프 탄광에서 공급된다.
발전소 건물 자체는 높이 118미터, 길이 740미터, 너비 117미터이다.

## 지역 오염
이 시설은 유럽에서 가장 유해한 것으로 추정되며, 이산화질소를 생산하며 국내 최대의 질소산화물 배출원이다.

## 이산화 탄소 배출량
베우하투프는 세계에서 다섯 번째로 큰 석탄 화력 발전소이다. 2018년 추정치에 따르면, 이 발전소는 3,760만 톤의 이산화탄소를 배출했으며, 이는 다른 어떤 발전소보다도 많은 양으로, 상대적 배출량은 kWh당 1.756kg으로 추정된다. 이 발전소는 매년 스위스 전체보다 더 많은 이산화탄소를 배출한다.
이산화탄소 배출량을 줄이기 위해 PGE는 탄소 포집 및 저장 기술을 도입하려 했다. 2008년, 알스톰과 양해각서를 체결했으며, 이에 따라 알스톰은 2011년 중반까지 12호기에 파일럿 탄소 포집 플랜트를 설계 및 건설할 예정이었다. 더 큰 탄소 포집 플랜트는 2015년까지 새로운 858MW 발전기에 통합될 예정이었다. 이 프로젝트는 유럽 에너지 회복 프로그램을 통해 유럽 연합 집행위원회로부터 1억 8천만 유로의 보조금을 받지 못했고, 2013년에 취소되었다.

## 미래
2020년 9월, 우치 지방법원은 PGE GiEK와 ClientEarth 사이에 베우하투프 발전소의 환경 및 기후 영향 감소에 관한 합의 회담을 명령했다.
2020년 10월 19일, PGE 폴스카 그루파 에네르게티츠나(PGE Polska Grupa Energetyczna)는 2030년까지의 10년 전망과 2050년까지의 전망을 포함하는 그룹의 새로운 전략을 발표했다. 이 회사는 그룹의 전환 및 탈탄소화 계획을 제시하고 2050년까지 탄소 중립을 달성하겠다는 목표를 발표했다.
PGE 프로젝트 "베우하투프 복합 단지의 정당한 전환"은 초기적으로 태양광 발전소, 풍력 발전소, 에너지 회수 기능이 있는 열 폐기물 처리 시설로 구성된다. 이는 지역의 탄소 중립을 향한 전환 과정의 첫 단계가 될 것이다.
2021년 6월, 지방 당국은 정의로운 전환 기금의 지원을 받아 2036년까지 발전소를 폐쇄하는 계획을 대중에게 공개했다.

## 같이 보기
- 폴란드의 발전소 목록
- 최대 발전소 목록
- 탄소 효율이 가장 낮은 발전소 목록
- 석탄 화력 발전소 목록